# قصر جريدة
قصر جريدة يقع بالقرب من خربة اعسيلة في الاتجاه الجنوبي الغربي من بلدة الظاهرية الواقعة في جنوب مدينة الخليل بالضفة الغربية في فلسطين.

## لمحة تاريخية
ورد ذكر القصر لأول مرة في كتابات عالم الآثار ديمتري برامكي عام 1932م، وفي عام 1967 وثّق عالم الآثار الإسرائيلي كوخافي القصر في المسح الجغرافي الذي أجراه للمواقع الأثرية في الضفة الغربية. أعيد اكتشاف قصر جريدة في تسعينيات القرن العشرين، وقد سمي القصر بهذا الاسم نظراً لطبيعة الأرض الجرداء المحيطة به والتي تعكس ظروفاً مناخية قاسية عانى منها سكان المنطقة في العصور السابقة، وهو الاعتقاد الذي ساد بعدما عثر في القصر على عدد من الآبار التي حفرت بهدف جمع المياه الجوفية ومياه الأمطار، كما عُثر على شبكة من القنوات الحجرية التي تساعد في وصول كل نقطة مياه من أقبية وأحواش القصر إلى هذه الآبار، وقد عثر في القصر أيضا على معاصر حجرية للزيت؛ ما يدل على وجود أشجار الزيتون في تلك المنطقة في العصور السابقة. تمت توسعة قصر جريدة خلال الحقبة البيزنطية، وسكنه العديد من الأشخاص. أجرت السلطات الإسرائيلية عدة حفريات في موقع القصر، وتوصلت هذه الحفريات إلى أن تاريخ تشييد القصر يعود على الأرجح إلى أواخر الحقبة البيزنطية وبداية الحقبة الإسلامية، كان هذا النوع من القصورة المقامة على أطراف الصحاري على طول الأراضي الفاصلة بين المناطق الحضرية والبادية عادة بمثابة قلاع استخدمها الرومان للحماية من هجمات البدو، ولكنها تحولت بعد ذلك إلى أديرة خلال الحقبة البيزنطية.

## التصميم
يتكون قصر جريدة من مبنى شاهق يتألف من طابقين رصفت أرضياتهما بفسيفساء ملونة، على حين امتلأت الجدران برسومات تعود لحقب تاريخية مختلفة. ويحتوي الطابق السفلي من القصر، والذي يطلق عليه "المغارة، على آثار يونانية تعود للقرن الثالث قبل الميلاد أما الطابق العلوي فيحتوي على بقايا أثرية تعود للفترة الرومانية. يحتوي القصر أيضًا على أبراج كانت تستخدم في السابق للمراقبة والحماية من هجمات البدو.